# محمد ماضي أبو العزائم
محمد ماضي أبو العزائم (1286 هـ/1869 م - 1356 هـ/1937 م) مؤسس الطريقة العزمية أحد الطرق الصوفية.

## سيرته

أبو العزائم وسط أتباعه في أحد القرى المصرية

ولد محمد ماضي أبو العزائم في 27 رجب 1286هـ/2 نوفمبر 1869م بمدينة رشيد، ويرجع نسبه إلى أهل البيت فهو حسني من جهة الأم، حسيني من جهة الأب. اعتنى والده عبد الله المحجوب بتعليمه، فحفظ القرآن الكريم في بلدته محلة أبو علي، ثم دفعه إلى شيخ أزهري يدعى عبد الرحمن عبد الغفار لتعليمه، فدرس على يديه جوانب من الفقه المالكي والحديث والنحو. كما شغف أبو العزائم بقراءة كتاب إحياء علوم الدين في صباه، ولما بلغ السادسة عشرة من عمره، التحق بالأزهر الشريف، ثم التحق بمدرسة دار العلوم وتخرج منها سنة 1305هـ/1888م. كانت أولى مهامه الوظيفية هي العمل كمدرس لمادتي الدين واللغة العربية بمدرسة إدفو الابتدائية سنة 1306هـ/1889م، ثم نُقل إلى مدرسة الإبراهيمية الأولية سنة 1307هـ/1891م، ثم إلى المدرسة الابتدائية بالمنيا في ربيع الأول 1311هـ/أكتوبر 1894م.
منذ انتقاله إلى المنيا، وبدأ أبو العزائم بإلقاء دروس طريقته في العبادة وقراءة دروس مذهب مالك أو التكلم في الأخلاق أو التوحيد. ثم انتقل لفترة إلى مديرية الشرقية، قبل أن ينتقل إلى مدينة سواكن سنة 1313هـ/1895م، ومنها نُقل إلى أسوان سنة 1316هـ/1898م لمدة عام واحد، أُعيد نقله بعدها إلى سواكن لعامين آخرين، قبل نقله إلى أم درمان سنة 1320هـ/1902م الذي تزامن مع افتتاح كلية غوردون التذكارية التي انتقل للتدريس بها سنة 1323هـ/1905م. وفي السودان، هاجم أبو العزائم بعض علماء المسلمين مثل مصطفى المراغي قاضي قضاة السودان وقتها ممن اتهمهم بالتعاون مع الإنجليز، وزعم أنهم يُخادعون العامة بأنهم دُعاة إلى الله، وأنهم وارثون لعلوم الأقطاب، وأنهم يمكنهم النفع والضر، ويُبعدون المسلمين عن واجباتهم بالتعلُّم والعمل للدنيا. ومع إندلاع الحرب العالمية الأولى سنة 1914م، وقف أبو العزائم مع معسكر العثمانيين ضد معسكر الإنجليز، فطُرد من وظيفته في سنة 1333هـ/1915م، فانتقل إلى بلدة المطاهرة بالمنيا، وأقام فيها عامين قبل انتقاله لمدينة القاهرة سنة 1325هـ/1917م. أسس أبو العزائم طريقته العزمية سنة 1353هـ/1934م، وتوفي في 27 رجب 1356هـ/3 أكتوبر 1937م، ودُفن في مسجده بالقاهرة.

## وصلات خارجية
- موقع الطريقة العزمية
- سيرة حياته من برنامج «الأولياء» للدكتور يوسف زيدان
- فيلم تسجيلي عن أبي العزائم بصوت الفنان أحمد ماهر